# 井上瑞稀
井上 瑞稀（いのうえ みずき、2000年10月31日 - ）は、日本のアイドル、歌手、俳優であり、男性アイドルグループ「KEY TO LIT」のメンバー。
神奈川県出身。STARTO ENTERTAINMENT所属。

## 来歴
4歳ころから器械体操を習い、5歳から親の勧めでダンススタジオに通っていた。小学3年生の8歳の時、歌番組に出演するHey! Say! JUMPの山田涼介のダンスパフォーマンスに衝撃を受けて憧れ、自らジャニーズ事務所に履歴書を送る。すぐに返事が来てオーディションを受けることになったものの、行くのが面倒臭くなり、当日もやる気を見せられなかったにもかかわらず、同じオーディションを受けていた中村嶺亜とともに写真撮影に連れていかれ、その場でジャニーズJr.内ユニット・スノープリンス合唱団への加入が決定。同年12月2日、シングル『スノープリンス』でスノープリンス合唱団としてCDデビューし、年末の『第60回NHK紅白歌合戦』にも出場する。
その後もコンスタントにドラマやCMなどへ出演が続いていたが、2012年の舞台『ABC座 星（スター）劇場』で演じた目の見えない少年の役をジャニー喜多川に絶賛されたことがきっかけとなり、以降舞台でも途切れることなく活動が続く。一方でユニットとしての活動は無くいつも1人で活動していたが、2015年の春にSexy Zoneのコンサート内で結成された同級生3人のユニット・中3トリオ（橋本涼もメンバー）に所属することになる。
2015年10月26日、舞台『JOHNNYS' World』の制作会見にて、橋本涼・羽場友紀・猪狩蒼弥と共にローラースケートを得意とするユニット・HiHi Jetの結成が発表され、メンバーに選ばれる（2021年にはリーダーに就任した）。
2019年春に堀越高等学校を卒業。在学中は学級委員長も務めていた。同級生に同じHiHi Jetsの橋本涼、浜辺美波、前田旺志郎 がいる。
2023年3月に『LOSERVILLE』で舞台単独初主演、同年5月に『おとななじみ』で映画初主演（W主演）、6月に『なれの果ての僕ら』で連続ドラマ単独初主演をつとめる。
2025年2月16日にHiHi Jetsが事実上の解散。新グループ・KEY TO LITの結成が発表され、メンバーに選ばれる。

## 人物
4つ下の弟がおり、母親のお腹の中にいる時から勝手に名付けて話しかけていたため、そのままその名前が採用された。母親が美容師だったため、「ステージ映えするから」という理由で小学生のころから髪の毛を染めていた。
マイペースで人見知り。休みの日の過ごし方もインドアで、自らを「超省エネ系男子」と称する。

## 出演
グループでの出演はジャニーズJr.#出演またはHiHi Jets#出演を参照。主演は太字。個人での出演のみ記載。

### テレビドラマ
- 夏の恋は虹色に輝く 第2話 - 最終話（2010年7月19日、フジテレビ） - 三池蒼空 役[23]
- 南極大陸（2011年10月16日 - 12月18日、TBS） - 古館亮 役[24]
- 駅弁刑事・神保徳之助 第7作（2013年5月13日、TBS） - 河原敏春 役[25]
- 盲目のヨシノリ先生〜光を失って心が見えた〜（2016年8月27日、日本テレビ） - 秋山翔太 役[26]
- 世にも奇妙な物語 雨の特別編「大根侍」（2019年6月8日、フジテレビ） - 萩山翔 役[27]
- チート〜詐欺師の皆さん、ご注意ください〜 第2話（2019年10月10日、読売テレビ・日本テレビ系） - 西田拓也 役[28]
- 知らなくていいコト 第4話（2020年1月29日、日本テレビ） - 向井翔 役[29]
- 荒ぶる季節の乙女どもよ。（2020年9月9日 - 10月28日、MBS / TBS系） - 典元泉 役[30]
- 大河ドラマ 麒麟がくる（2020年1月19日  - 2021年2月7日、NHK） - 織田信忠 役[31][32]
- 監察医 朝顔 Season2 第16話 - 最終話（2021年3月1日 - 22日、フジテレビ） - 姫宮龍司 役[33]
- DIVE!!（2021年4月15日 - 7月1日、テレビ東京） - 主演・坂井知季 役（髙橋優斗・作間龍斗とトリプル主演）[34]
- 連続ドラマW「東野圭吾 さまよう刃」（2021年5月15日 - 6月26日、WOWOW） - 中井誠 役[35]
- 全力!クリーナーズ（2022年4月18日 - 6月20日、ABCテレビ） - 主演・一橋はじめ 役（HiHi Jetsのメンバー5人で主演）[36]
- トモダチゲームR4（2022年7月23日 - 9月10日、テレビ朝日） - 主演・四部誠 役[37]
- なれの果ての僕ら（2023年6月28日 - 9月13日、テレビ東京） - 主演・真田透 役[17]
- 君が死ぬまであと100日（2023年10月24日 - 12月26日、日本テレビ） - 小野寺いつき 役[38][39]
- 95（2024年4月8日 - 6月10日、テレビ東京） - 栗田健吾 役[40]
- 霧尾ファンクラブ（2025年4月3日 - 6月5日、中京テレビ・日本テレビ） - 霧尾賢 役[41]

### 映画
- 弱虫ペダル（2020年8月14日、松竹） - 杉元照文 役[42]
- オレたち応援屋!! We are Oh&Yeah!!（2020年10月23日、東宝） - 門倉翔平 役[43]
- おとななじみ（2023年5月12日、東映） - 主演・青山春 役（久間田琳加とW主演）[22][44]

### ラジオドラマ
- BITS & BOBS TOKYO（2021年8月、J-WAVE・radiko） - 8月のラジオドラマパートに出演[45]

### ウェブドラマ
- 荒ぶる季節の男どもよ。「典元泉編」（2020年10月27日配信、TSUTAYAプレミアム） - 主演・典元泉 役[46]

### テレビ番組
- Jr.選抜!標への道（2018年7月2日・9日・11日・16日、日本テレビ）[47]
  - 「いて座のA型BOY」 - 瑞稀 役
  - 「警備員」 - 井上 役
  - 「しし座のA型BOY」 - 星座の神 役
- 超多様性トークショー!なれそめ（2023年4月7日 - 9月22日、NHK Eテレ / 10月2日 - 12月11日、NHK 総合） - 週替わりレギュラー[48]

### バラエティ番組
- ジャニーズJr.ランド（2013年、BSスカパー!）[49]
- Rの法則（2016年10月 - 2018年4月、NHK Eテレ）[50]
- 痛快TV スカッとジャパン（フジテレビ）
  - 第91回「占い信じすぎパパ」（2017年5月22日）[51]
  - 第233回 胸キュンスカッと「デッサンに閉じ込めた恋心」（2021年3月1日）[52]

### CM
- ハウス食品「バーモントカレー」（2010年）[53]
- B-R サーティワン アイスクリーム（2020年4月 - ）[54]

### 音声コンテンツ
- J-WAVE BITS&BOBS TOKYO SPECIAL 駅で会えたら。（2022年4月1日 - 2023年3月31日） - 声の出演[55]

### 舞台
- ABC座 星（スター）劇場（2012年2月4日 - 29日、日生劇場）[3][56]
- Johnny's Dome Theatre 〜SUMMARY〜（2012年9月8日 - 9日、TOKYO DOME CITY HALL）[57]
- JOHNNYS' World -ジャニーズ・ワールド 正月はタッキーと共に-（2013年1月1日 - 6日、帝国劇場）[58]
- 滝沢演舞城 2013（2013年4月7日 - 5月12日、新橋演舞場）[59]
- Live House ジャニーズ銀座（2013年5月1日・2日・8日・9日・15日・16日・29日・30日、シアタークリエ）[60]
- ABC座 2013 ジャニーズ伝説（2013年10月6日 - 28日、日生劇場）[61]
- JOHNNYS' 2020 WORLD -ジャニーズ トニトニ ワールド-（2013年12月7日 - 2014年1月27日、帝国劇場）[62]
- ABC座 2014 ジャニーズ伝説（2014年5月9日 - 30日、日生劇場）[61]
- 2015新春 JOHNNYS' World（2015年1月1日 - 27日、帝国劇場）[63]
- ジャニーズ銀座2015（2015年4月24日 - 26日・5月31日 - 6月1日、シアタークリエ）[64]
- LOSERVILLE（英語版）（2023年3月5日 - 22日、新橋演舞場 / 4月6日 - 16日、大阪松竹座 / 4月20日 - 21日、上野学園ホール / 4月26日 - 30日、御園座） - 主演・マイケル・ドーク 役[65]
- 劇走江戸鴉〜チャリンコ傾奇組〜（2024年10月5日 - 27日、新橋演舞場 / 11月2日 - 10日、大阪松竹座） - 主演・布袋数右衛門 役（橋本涼とダブル主演）[66][67]
- W3 ワンダースリー（2025年6月7日 - 29日〈予定〉、THEATER MILANO-Za / 7月4日 - 6日〈予定〉、兵庫県立芸術文化センター 阪急中ホール） - 主演・星真一 役[68][69]

### コンサート
- ガムシャラ Sexy 夏祭り!!〔チーム者〕（2014年7月30日 - 8月10日、EXシアター六本木）
- ガムシャラ! サマーステーション〔チーム覇〕（2015年7月23日・26日・29日・30日、8月12日・13日・15日・16日、EXシアター六本木）[70]
- マイナビ サマステライブ2023 俺たちがミライだ!!（2023年8月13日、EX THEATER ROPPONGI） - PAISEN応援隊として出演[71][72]
- マイナビ サマステライブ2024 SUMMER GO! MIRAI GO! 東だ！西だ！全員集合（2024年7月19日 - 28日、EX THEATER ROPPONGI）[73][74]

### イベント
- Rakuten GirlsAward 2023 SPRING/SUMMER（2023年5月4日、国立代々木競技場第一体育館） - 久間田琳加とランウェイ[75][注 2]
- 駆アガル！〜あべこべ男子に憧れて〜（2025年3月22日・23日、ぴあアリーナMM）[77][78]

## 作品
- PUPPET[79]（詞・曲：井上瑞稀） - JASRAC作品コード：299-6596-9